# MGRチェンナイ・セントラル-コーヤンブットゥール・ヴァンデ・バーラト急行
MGRチェンナイ・セントラル-コーヤンブットゥール・ヴァンデ・バーラト急行（英語: MGR Chennai Central–Coimbatore Vande Bharat Express）は、インドの急行列車であるヴァンデ・バーラト急行の1つ。チェンナイとコーヤンブットゥールの間を結ぶ。

## 概要
2023年4月8日に出発式が行われ、翌4月9日から本格的な営業運転が始まった、13番目となるヴァンデ・バーラト急行。チェンナイのチェンナイ中央駅とコーヤンブットゥールのコーヤンブットゥール・ジャンクション駅の間を最高速度130 km/h・平均速度80.31 km/hで結び、所要時間は従来の急行列車から1時間以上短縮している。